# Riisipere
Riisipere (německy Riesenberg) je městečko v estonském kraji Harjumaa, samosprávně patřící do obce Saue.

## Místní část Nissi
Nissi je někdejší vesnice, nyní čtvrť městečka Riisipere v estonském kraji Harjumaa. Vesnice byla od 17. století sídlem stejnojmenné farnosti, podle níž byla pojmenována i bývalá samosprávná obec obec Nissi, do níž náleželo před územně-správní reformou z roku 2017 městečko Riisipere i několik okolních sídel. 

## Galerie

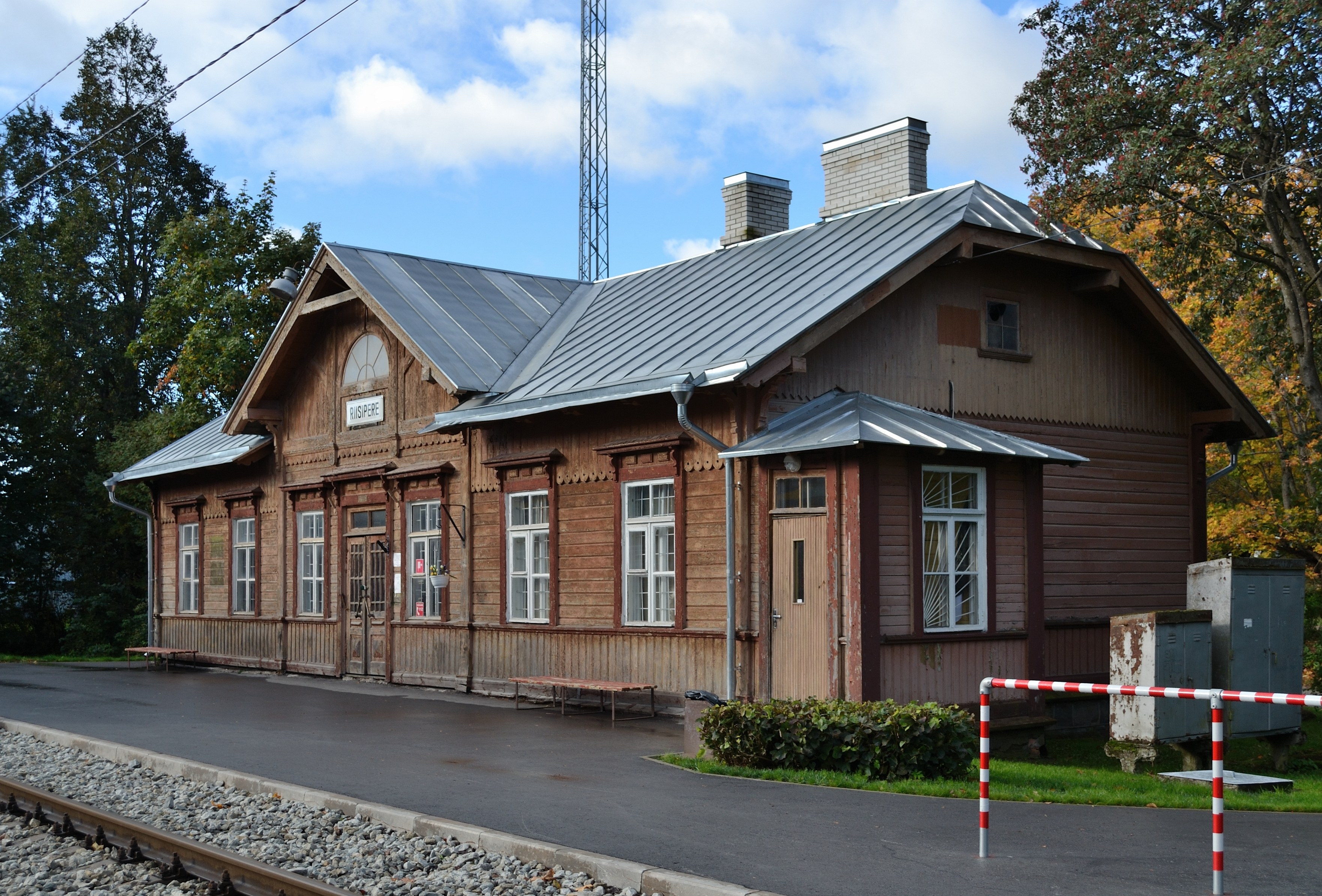
Riisiperské nádraží
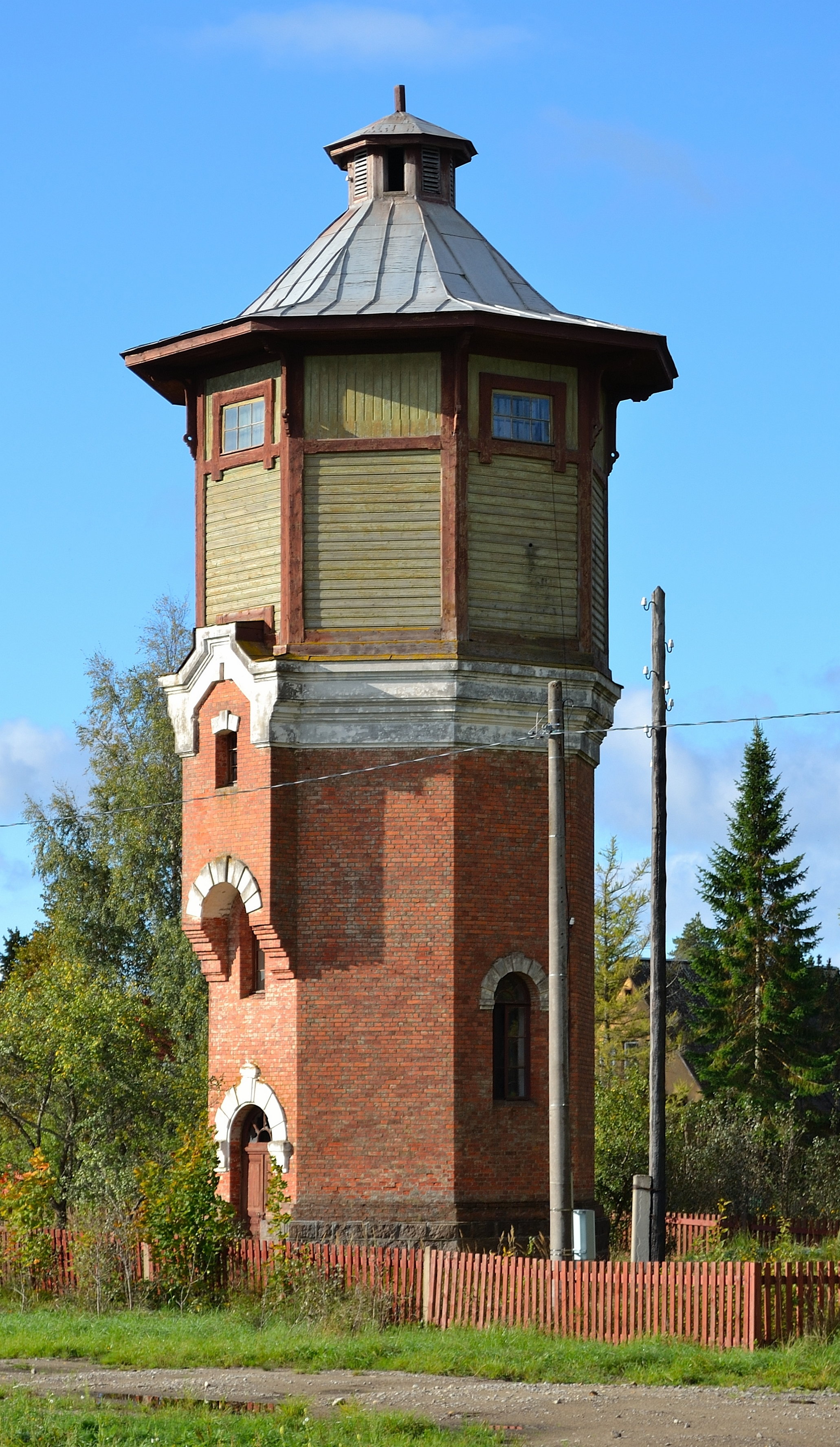
Nádražní vodárna
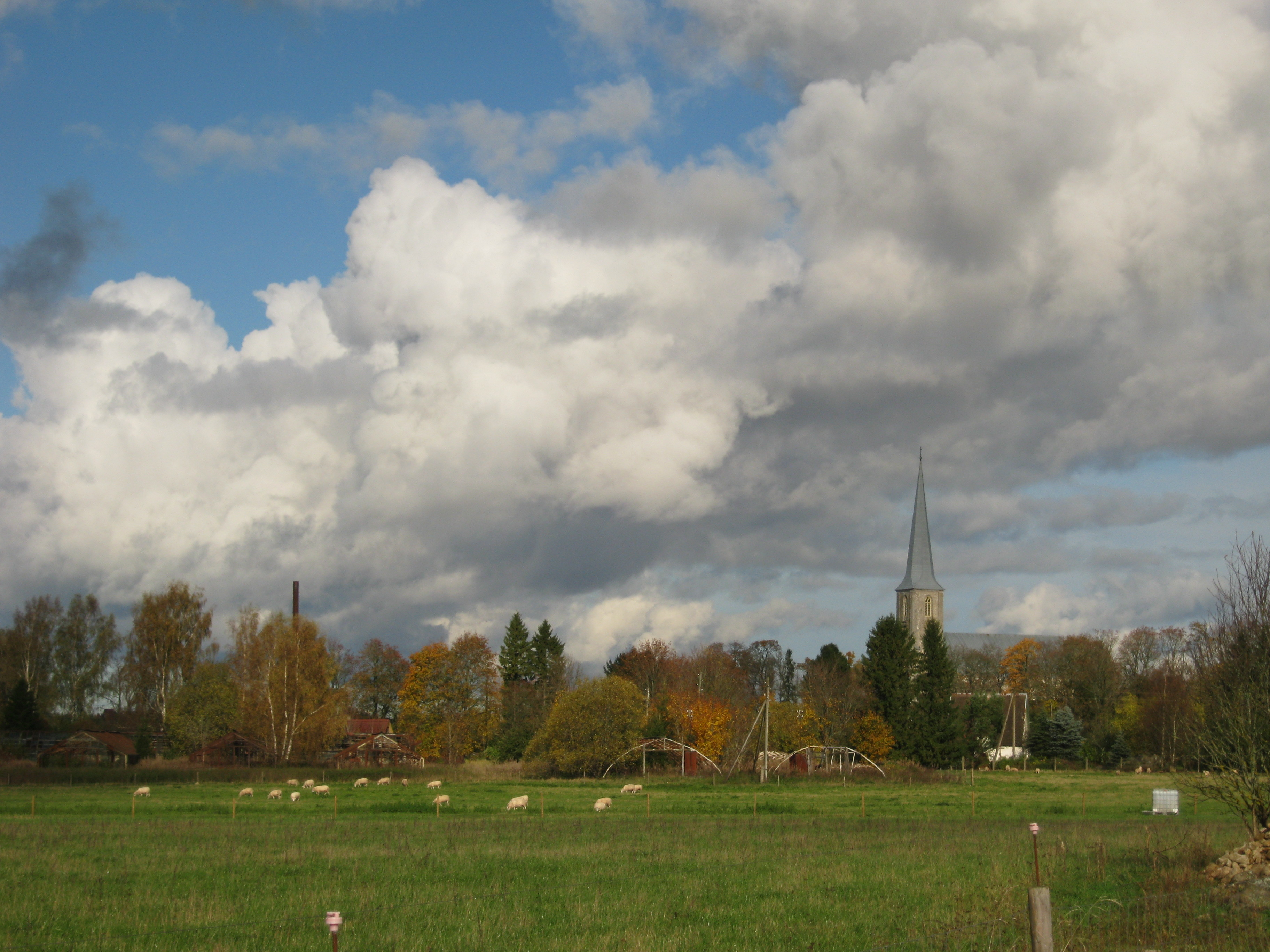
Pohled na Nissi, jižní část Riisipere